# Landschap in de schemering
Landschap in de schemering is een schilderij van Theo van Doesburg in het Centraal Museum in Utrecht.

## Voorstelling
Het stelt een donker landschap voor met daarin vaag de contouren van enkele bomen. Net als andere kunstenaars van zijn generatie schilderde (en schreef) Theo van Doesburg om inspiratie op te doen ook weleens 's nachts. Op 14 november 1904 schreef hij in zijn dagboek hoe het landschap na afloop van een nachtelijke wandeling langzaam kleur kreeg in de ochtendschemering:

NACHT. de Geboorte.

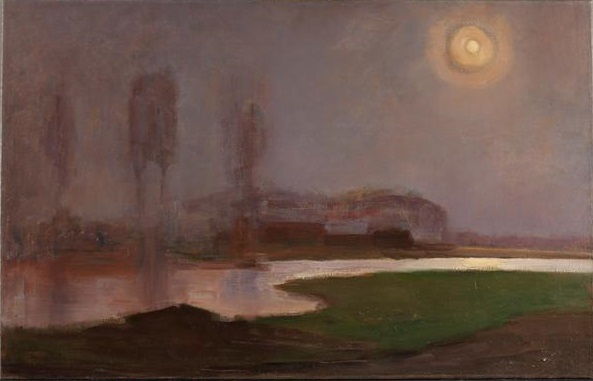
Piet Mondriaan. Landschap bij nacht. 1907. Den Haag, Gemeentemuseum Den Haag.

Ik ga nu met mijn hoofd gebukt naar de aarde, ik wankel aan in de duisternis. Ik hoor niets dan mijn stap.
Mijn stap verroert in de stilte. Ik sta stil in den grooten droevigen Nacht. Maar langzaam richt ik mij op en luister. Heel vèr en zacht kwam iets aan, als gegallopeer van paarden
Dan naderde het en deed de aarde dreunen, mijn lichaam trillen. Het was de morgen. Het was het eerste jonge licht dat de vormen zichtbaar maakte en de wereld haar tooi gaf.
Het was de morgen die aanjoeg als een veulen in de wei.
Het was het jonge licht, dat den ouden nacht verjoeg.
— Uit het dagboek van Theo van Doesburg, fragmenten uit 1902, 1904, 1906 en 1929 later uitgetypt.

## Toeschrijving en datering
Het schilderij komt uit Van Doesburgs nalatenschap. De signatuur rechtsonder (‘T Does’ of ‘VD 02’) is vrijwel onleesbaar. Het werk is op de achterkant in potlood gesigneerd ‘Theo van Doesburg / 1904’. Het werk ontstond vermoedelijk in dat jaar.

## Herkomst
Na Van Doesburgs dood in 1931 kwam het werk in bezit van zijn vrouw Nelly van Doesburg, die het in 1975 aan haar nicht Wies van Moorsel naliet. Van Moorsel schonk het in 1981 aan de Dienst Verspreide Rijkscollecties (nu Rijksdienst voor het Cultureel Erfgoed), die het in 1999 in blijvend bruikleen gaf aan het Centraal Museum.